# Balközép koalíció (Olaszország)
A balközép koalíció Olaszországban egy 1995 óta változó formában működő pártszövetség, amely a balközép pártokat tömöríti magába.

## Háttere
1962-ben a kereszténydemokrata Amintore Fanfani kormánykoalíciót hozott létre az Olasz Szocialista Párttal, az Olasz Szociáldemokrata Párttal és az Olasz Republikánus Párttal, amellyel létrejött egy kereszténydemokrata-szociáldemokrata koalíció, amit szerves balközépnek neveztek.
1963. december 4-én Aldo Moro megalakította első kormányát a szocialistákkal. A jelentősebb szocialista politikusokat, mint Pietro Nennit és Antonio Giolittit - minisztereknek nevezte ki. 1968-ban a kereszténydemokrata Mariano Rumor egy újabb kormánykoalíciót kötött a balközép pártokkal. Ez a kabinet jóváhagyta a válásról szóló törvényt, a Munkás státusz egyezményt, létrehozzák a Maffiaellenes Bizottságot és közigazgatási egységként létrehozták a régiókat. A koalíciók kizárták az Olasz Kommunista Párttal és Olasz Szociális Mozgalommal való együttműködést, mert túl szélsőségesnek tartották a két pártot. A koalíció euroatlanti külpolitikája az évek során arabpártivá vált, ami a koalíción belül a liberális és szocialista irányzatokon belül heves vitákat eredményezett. Ez a koalíció felbomlását eredményezte.
A szerves balközép megszűnése után komoly változás zajlott le: az Olasz Kommunista Párt Enrico Berlinguer vezetésével elutasította a marxizmust és mérsékeltebb hangot ütött meg, amelynek következtében 1973-ban meghirdetett a "történelmi kiegyezést" (compromesso storico). A kiegyezés értelmében demokratikus szövetséget kell kötni a Kereszténydemokrata Párttal, melynek Aldo Moro is a támogatója volt. A kommunisták egyre erősebben eltávolodtak a Szovjetunió politikájától, és a Spanyol Kommunista Párttal valamint a Francia Kommunista Párttal az eurokommunizmus eszme hirdetőivé váltak.
A történelmi kiegyezés azonban a mérsékelten baloldali pártok közt nem volt népszerű, a szocialisták és a republikánusok esetében, élükön Ugo La Malfával és Bettino Craxival. A kereszténydemokratáktól a jobboldali szárnyhoz tartozó Giulio Andreotti is kételkedett a szövetségben. A kereszténydemokraták 1980-as kongresszusán többségbe kerültek a kommunistákkal való együttműködés felfüggesztése, így ebben az évben Berlinguer bejelentette a történelmi kiegyezés végét.

## Története

### Olajfa
Olaszországban az 1990-es évek elején radikális változások következtek be a belpolitikában: a Tangentopoli-ügyek következtében megszűnt az országot 1948 óta meghatározó Kereszténydemokrata Párt, az Olasz Szocialista Párt feloszlatta magát. A Szovjetunió felbomlása és a kelet-európai országok rendszerváltása miatt az Olasz Kommunista Párt 1991-ben feloszlatta magát.
A baloldal meghatározó pártja az Achille Occhetto vezette Baloldali Demokratikus Párt lett. 1994-re a balközép pártok a Haladók Szövetsége néven közös választási koalíciót hoztak létre. A választáson a Silvio Berlusconi vezette Jobbközép koalíció győzött, a balközép pártok a Mariotto Segni vezette Paktum Olaszországért választási koalícióval kezdték meg stratégiai együttműködésüket. A Berlusconi-kormány 1994 végén felbomlott, az Északi Liga kilépett a Jobbközép koalícióból és Lamberto Dini szakértői kormányát támogatták onnantól kezdve.
Ezzel egyidőben a balközép pártok, a Kereszténydemokrata Párt egykori baloldali irányzatával egy közös ernyőszervezetet hoztak létre, ami 1995. március 6-án alapult meg az Olajfa néven. A koalíció vezetője Romano Prodi közgazdász, egykor a DC baloldali szárnyának politikusa. Az Olajfával létre jött egy demokratikus szocialista, kommunista, zöld, kereszténydemokrata szövetség.
1996-os választáson az Olajfa választási együttműködést kötött a Kommunista Ujraalapítás Pártjával és megnyerték a választást. Ez lett az első kormány Nyugat-Európában, aminek kommunista politikusok is tagjai voltak.
A 2001-es választásra a koalíció élén Francesco Rutteli volt és a választást a Silvio Berlusconi vezette Szabadság Háza jobbközép koalíció nyerte meg.

### Az Unió
Az Unió nevű választási szövetség 2005. február 10-én lett megalapítva, aminek vezetője ismét Romano Prodi lett. Ebbe a koalícióba már radikális baloldali pártok, mint a Kommunista Újraalapítás Pártja is csatlakozott valamint a Lombardiai Autonóm Liga és a Dél-tiroli Néppárt regionalista pártok is.
Ebben az évben 14 régióban tartottak regionális választást, aminek során a regionális kormányzót és a regionális törvényhozás képviselőit választották meg. A balközép közös listán indult immáron Unió néven. A választáson balközép koalíció győzelmet aratott a hagyományosan jobboldali Piemont, Ligúria, Lazio, Abruzzo, Puglia és Calabria régiókban emellett a hagyományosan baloldali Toszkána, Emilia-Romagna, Marche, Umbria régiókban is győzött.
A közelgő 2006-os parlamenti választások miatt hogy Prodi legitimálja a koalícióban betöltött helyét, előválasztást hirdetett az Unió számára. Az előválasztást 2005. október 16-án tartották meg, amin 4,3 millióan szavaztak és a szavazatok 74%-át Prodi kapta, amivel ő lett hivatalosan is a balközép koalíció vezetője.
A 2006-os választáson a balközép Unió győzedelmeskedett és Romano Prodi lett az új kormányfő. A parlamenti választások után 2006. május 8-10-e között köztársasági elnököt választottak. A négyfordulós szavazáson az Olasz parlament képviselői és szenátorai végül Giorgio Napolitano, kommunista politikust és szenátort választották meg.